# Carrarese Calcio 1908 1990-1991
Questa voce raccoglie le informazioni riguardanti la Carrarese Calcio 1908 nelle competizioni ufficiali della stagione 1990-1991.

## Rosa
| N. |                   | Ruolo | Calciatore        |
| -- | ----------------- | ----- | ----------------- |
|    | Italia (bandiera) | D     | Alfredo Bassani   |
|    | Italia (bandiera) | A     | Marco Bertelli    |
|    | Italia (bandiera) | C     | Luciano Bizzarri  |
|    | Italia (bandiera) | P     | Marco Bizzarri    |
|    | Italia (bandiera) | A     | Patrizio Brescini |
|    | Italia (bandiera) | A     | Paolo Ciucchi     |
|    | Italia (bandiera) | C     | Andrea Del Bino   |
|    | Italia (bandiera) | C     | Dino Di Julio     |
|    | Italia (bandiera) |       | Ferrari           |
|    | Italia (bandiera) | C     | Giorgio Figaia    |
|    | Italia (bandiera) | P     | Luca Graziani     |

| N. |                   | Ruolo | Calciatore         |
| -- | ----------------- | ----- | ------------------ |
|    | Italia (bandiera) | A     | Massimiliano Laghi |
|    | Italia (bandiera) | C     | Giacomo Lazzini    |
|    | Italia (bandiera) | A     | Roberto Mandressi  |
|    | Italia (bandiera) | D     | Emiliano Mosti     |
|    | Italia (bandiera) | A     | Andrea Pasquini    |
|    | Italia (bandiera) | D     | Maurizio Pecoraro  |
|    | Italia (bandiera) | D     | Luca Rivi          |
|    | Italia (bandiera) | D     | Stefano Sora       |
|    | Italia (bandiera) | D     | Arturo Vianello    |
|    | Italia (bandiera) | D     | Luca Villa         |
|    | Italia (bandiera) | D     | Paolo Vitaloni     |

## Risultati

### Campionato

#### Girone di andata
| 16 settembre 1990 1ª giornata | Carrarese | 1 – 0 | Pro Sesto |  |

| 23 settembre 1990 2ª giornata | Spezia | 1 – 0 | Carrarese |  |

| 30 settembre 1990 3ª giornata | Carrarese | 2 – 0 | Pavia |  |

| 7 ottobre 1990 4ª giornata | Mantova | 0 – 0 | Carrarese |  |

| 14 ottobre 1990 5ª giornata | Monza | 0 – 0 | Carrarese |  |

| 21 ottobre 1990 6ª giornata | Carrarese | 1 – 2 | Fano |  |

| 4 novembre 1990 7ª giornata | Piacenza | 3 – 1 | Carrarese |  |

| 11 novembre 1990 8ª giornata | Carrarese | 0 – 1 | Empoli |  |

| 18 novembre 1990 9ª giornata | Casale | 2 – 1 | Carrarese |  |

| 25 novembre 1990 10ª giornata | Carrarese | 1 – 0 | Trento |  |

| 2 dicembre 1990 11ª giornata | Vicenza | 0 – 1 | Carrarese |  |

| 9 dicembre 1990 12ª giornata | Carrarese | 1 – 1 | Varese |  |

| 16 dicembre 1990 13ª giornata | Chievo | 2 – 1 | Carrarese |  |

| 30 dicembre 1990 14ª giornata | Carpi | 1 – 0 | Carrarese |  |

| 6 gennaio 1991 15ª giornata | Carrarese | 0 – 2 | Venezia |  |

| 13 gennaio 1991 16ª giornata | Como | 1 – 0 | Carrarese |  |

| 20 gennaio 1991 17ª giornata | Carrarese | 0 – 0 | Baracca Lugo |  |

#### Girone di ritorno
| 3 febbraio 1991 18ª giornata | Pro Sesto | 1 – 0 | Carrarese |  |

| 10 febbraio 1991 19ª giornata | Carrarese | 3 – 1 | Spezia |  |

| 17 febbraio 1991 20ª giornata | Pavia | 0 – 0 | Carrarese |  |

| 24 febbraio 1991 21ª giornata | Carrarese | 2 – 0 | Mantova |  |

| 3 marzo 1991 22ª giornata | Carrarese | 0 – 0 | Monza |  |

| 17 marzo 1991 23ª giornata | Fano | 0 – 1 | Carrarese |  |

| 24 marzo 1991 24ª giornata | Carrarese | 1 – 1 | Piacenza |  |

| 30 marzo 1991 25ª giornata | Empoli | 2 – 0 | Carrarese |  |

| 7 aprile 1991 26ª giornata | Carrarese | 2 – 1 | Casale |  |

| 14 aprile 1991 27ª giornata | Trento | 0 – 0 | Carrarese |  |

| 28 aprile 1991 28ª giornata | Carrarese | 0 – 2 | Vicenza |  |

| 5 maggio 1991 29ª giornata | Varese | 0 – 0 | Carrarese |  |

| 12 maggio 1991 30ª giornata | Carrarese | 0 – 0 | Chievo |  |

| 19 maggio 1991 31ª giornata | Carrarese | 0 – 0 | Carpi |  |

| 26 maggio 1991 32ª giornata | Venezia | 0 – 0 | Carrarese |  |

| 2 giugno 1991 33ª giornata | Carrarese | 1 – 1 | Como |  |

| 9 giugno 1991 34ª giornata | Baracca Lugo | 0 – 0 | Carrarese |  |